# آبي ديكسون
آبي ديكسون (بالإنجليزية: Abbey Thickson)‏ ممثلة كندية ولدت في 17 يونيو 2000 في سيلكيرك مانيتوبا بكندا بدأت مشوارها الفني عام 2012.

## وصلات خارجية
- آبي ديكسون على موقع IMDb (الإنجليزية)
- آبي ديكسون على موقع أول موفي (الإنجليزية)
- آبي ديكسون على موقع قاعدة بيانات الفيلم (الإنجليزية)